# Avicii
Avicii (* 8. September 1989 als Tim Bergling in Stockholm; † 20. April 2018 in Maskat, Oman) war ein schwedischer DJ, Remixer und Musikproduzent im Bereich der elektronischen Tanzmusik.
Er hatte 2011 mit dem Lied Levels seinen weltweiten Durchbruch. 2013 veröffentlichte er sein erstes Studioalbum True, dessen erste Single-Auskopplung Wake Me Up in über 20 Ländern auf Platz eins der Single-Charts vorrückte. 2015 folgte sein zweites Album Stories mit der Auskopplung Waiting for Love, die in mehreren Ländern Platz eins erreichte. 2012 wurde er für seine Arbeit an dem Stück Sunshine mit David Guetta sowie 2013 für den Song Levels für einen Grammy nominiert.
Nach Auftritten auf den größten Festivalbühnen der Welt (darunter das Ultra Music Festival und Tomorrowland) sowie zwei Konzerttourneen zog er sich 2016 aus gesundheitlichen Gründen aus dem Rampenlicht zurück.

## Biografie

### Kindheit
Tim Bergling kam 1989 in Stockholm als Sohn des 1945 geborenen Managers Klas Bergling und der Schauspielerin Anki Lidén zur Welt. Er hatte einen Bruder und zwei Halbgeschwister, darunter Anton Körberg. Durch Anton, der ein Sohn von Tommy Körberg ist und selbst als Schauspieler und Musiker arbeitet, wurde er im Alter von acht Jahren zum Musizieren angeregt. Er besuchte gemeinsam mit seinem Kindheitsfreund Otto Knows das Östra-Real-Gymnasium in Stockholm, wo er auch seinen späteren DJ-Kollegen Alesso kennenlernte. Im Alter von 16 Jahren begann er in seinem Schlafzimmer mit Hilfe seines Computers und einer Gitarre House-Musik zu produzieren.

### 2007 bis 2010: Musikalische Anfänge
Um seine Musik teilen zu können, erstellte Bergling Ende der 2000er ein Myspace-Profil. Zunächst hatte er seine Produktionen unter dem Pseudonym Moonboy veröffentlicht, das er jedoch nicht länger verwenden wollte. Stattdessen wählte er den Namen Avici, der sich von der gleichnamigen tiefsten Ebene der buddhistischen Unterwelt ableitet. Da dieser auf Myspace bereits vergeben war, hängte er einfach ein weiteres „i“ an den Namen und nannte sich Avicii.
Im Alter von 19 Jahren zog er mit seinem Equipment in ein Ein-Zimmer-Apartment, wo er zusammen mit Filip Åkesson als Avicii vs. Philgood verschiedene Demos produzierte. Inspiriert von der Musik von Basshunter, Laidback Luke, Steve Angello, Tocadisco, Daft Punk, Eric Prydz und Axwell, sendete er diese an verschiedene Blogs und Plattenlabel. Unter den Demos war auch ein Remix der Titelmusik des C64-Spiels Lazy Jones, den das deutsche Plattenlabel Strike Recordings unter dem Titel Lazy Lace veröffentlichte. Ein weiterer Empfänger der Musik war das Forum von Laidback Luke, in dem er jeden seiner neuen Songs teilte.
Anfang 2008 nahm er mit seinem Lied Manman an einem Wettbewerb teil, bei dem es um eine Single-Veröffentlichung beim Plattenlabel Bedroom Bedlam vom BBC-DJ Pete Tongs ging. Diesen gewann er mit 70 % der Stimmen, woraufhin das Lied im April 2008 dort erschien. Zur selben Zeit kontaktierte ihn der Manager und Promoter Arash Pourouni, woraufhin er anfangs noch gemeinsam mit Philgood Verträge bei dessen Unternehmen At Night Management sowie beim Plattenlabel Vicious Grooves unterschrieb.
Bis 2009 folgten die Stücke Muja, Ryu und Even. Letzteres entstand in Zusammenarbeit mit dem französischen DJ und Produzenten Sebastien Drums, mit dem er zu jener Zeit mehrere Projekte startete. Zur selben Zeit trat er mit verschiedenen Pseudonymen auf unterschiedlichen Plattenlabels in Erscheinung; so veröffentlichte er eine gemeinsam mit Starkillers, Pimp Rockers und Marco Machiavelli entstandene Cover-Version von Faithless’ Insomnia als Tom Hangs auf Spinnin’ Records sowie den Track Alcoholic als Tim Berg auf Joia Records. Der Track machte DJs wie David Guetta und Tiësto auf ihn aufmerksam. Nachdem er auf einem von Laidback Luke organisierten Festival in Miami seinen ersten Auftritt hatte, tourte er durch verschiedene Nachtclubs. Später begleitete er Tiësto bei seinen Auftritten, wo er als Support-Act zu sehen war.

### 2010: Kommerzieller Durchbruch mitSeek Bromance
Als Tim Berg veröffentlichte Avicii am 14. April 2010 auf dem Schweizer Plattenlabel PinkStar Records das Instrumentalstück Bromance. Die Single umfasste neben der Originalversion einen Avicii Arena Mix, der im Juli 2010 Teil des Aftermovies des Tomorrowland-Festivals in Belgien war, und in dessen Folge der Song die Spitze der flämischen sowie Platz zwei der niederländischen Single-Charts erreichte.
Im August 2010 wurde der Song vom deutschen Plattenlabel Kontor Records und anschließend auch vom britischen Label Ministry of Sound lizenziert. Im Oktober 2010 wurde er unter dem Titel Seek Bromance in einer neuen Version wiederveröffentlicht. Für diese wurde der Gesang der britischen Sängerin Amanda Wilson von Samuele Sartinis Lied Love You Seek aus dem März 2010 übernommen. Dieser Mashup erreichte in Australien, Dänemark und Polen die Top-10 der Single-Charts. In Deutschland und Großbritannien wurde die Single zu Aviciis erstem Charterfolg.
Gemeinsam mit dem schwedischen DJ und Produzenten John Dahlbäck gründete er im Frühsommer 2010 das Projekt Jovicii, mit dem sie im Juni 2010 das Lied Don’t Hold Back präsentierten. Den Gesang steuerte der schwedische Jazz-Musiker Andy Pfeiler bei. Parallel erschien die Single iTrack unter dem Pseudonym Tim Berg und in Zusammenarbeit mit Oliver Ingrosso, dem Cousin von Sebastian Ingrosso und Otto Knows. Als B-Seite war das Lied LoopeDe enthalten. Die belgische Sängerin Kate Ryan nutzte Tweet It als Grundlage für ihr Lied Run Away. Tim Berg wurde dabei als mitwirkender Interpret angegeben.
Weitere Lieder veröffentlichten sie unter diesem Pseudonym nicht. Im August 2010 erschien die zweite Zusammenarbeit mit Sebastien Drums, die den Titel My Feelings for You trug. Diese basiert auf einem Vocal-Sample aus dem Lied Feelings for You der französischen French-House-Band Cassius aus dem Jahr 1999. Der Electro-House-Track konnte trotz seiner stilistischen Abweichung vom Vorgänger an den Erfolg anschließen und erreichte die britischen, deutschen und niederländischen Single-Charts. Das offizielle Musikvideo verweist auf die Videospiele Pong, Donkey Kong, Pac-Man, Tetris und Super Mario Bros.
Als Nachfolgesingle veröffentlichte er im Dezember 2010 den Track Malo, der auf dem gleichnamigen Song der Sängerin Bebe aus dem Jahr 2004 basiert. Der Latin-Pop-Einfluss des Originals wurde hier beibehalten. Neben diversen Dance-Charts- und DJ-Playlist-Platzierungen blieb der kommerzielle Erfolg weitestgehend aus. Parallel erschien unter dem Namen Tim Berg auch die dritte Zusammenarbeit mit Sebastien Drums, die den Titel Tweet It trägt und in den Niederlanden bis auf Platz 55 vorrücken konnte.
Im Dezember 2010 steuerte Avicii einen Remix zu Nadia Alis Neuaufnahme ihres Liedes Rapture, das sie ursprünglich 2001 gemeinsam mit Markus Moser als iiO veröffentlichte, bei. Sein Remix wurde für das offizielle Musikvideo verwendet und ermöglichte ihr einen Einstieg in die französischen, britischen und australischen Single-Charts. Das Musikvideo zählt bis heute über 50 Millionen Aufrufe. Die Veröffentlichung des Re-Releases erfolgte über das Plattenlabel Armada Music des niederländischen DJ und Produzenten Armin van Buuren, der ihm einen Remix zu seiner Single Drowning ermöglichte. Aviciis Version des Songs erreichte sowohl auf YouTube als auch auf Spotify eine größere Zuhörerschaft als das Original. Im Dezember 2010 startete Avicii beim Radiosender Sirius XM eine Radio-Sendung mit dem Titel Le7els. In der ersten Folge präsentierte er das Instrumentalstück Penguin, das im Folgejahr erscheinen sollte.

### 2011: Erster Tomorrowland-Auftritt undLevels

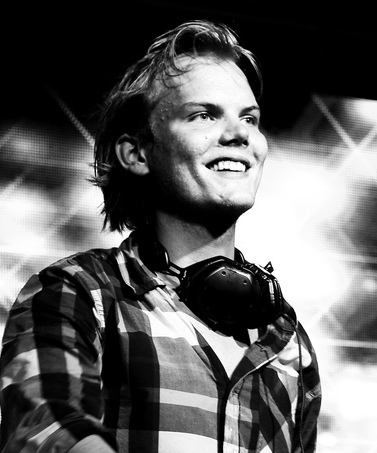
Avicii (2011)

Im Januar 2011 veröffentlichte er die Lieder Street Dancer, So Excited und Swede Dreams. Ersteres basiert auf dem Hauptthema des Hip-Hop-Songs Street Dance von Break Machine aus dem Jahr 1984, erschien auf verschiedenen Samplern und erreichte eine Chartplatzierung in den Niederlanden. Swede Dreams stellt eine Cover-Version des Liedes Sweet Dreams (Are Made of This) von Eurythmics aus dem Jahr 1983 dar. Im März 2011 erschien auch der Song Snus, seine vierte Zusammenarbeit mit Sebastien Drums.
Nachdem er bei den jährlichen IDMA-Verleihung die Auszeichnung als bester „Breakthrough Artist“ erhalten hatte, erschien am 5. April 2011 das Kompilationsalbum Strictly Miami, das jährlich vom gleichnamigen New Yorker Plattenlabel veröffentlicht wird.
Am 23. Mai 2011 veröffentlichte Avicii unter dem Namen Tom Hangs das Lied Blessed. Bereits einen Monat vorher erschien das Lied auf Tiëstos Kompilationsalbum Club Life Vol. 1. Der Track entstand in Zusammenarbeit mit dem EDM-Duo Shermanology und wurde als Avicii Edit vermarktet. Das Lied rückte unter anderem in Deutschland, den Niederlanden und Frankreich in die offiziellen Single-Charts vor. Aufmerksamkeit erhielt der Song durch die Verwendung in einem Werbespot der russischen Vodka-Marke Stolichnaya während der Fußball-Europameisterschaft 2012. In der Folgewoche präsentierte er auf dem Plattenlabel „Ultra Records“ das Kompilationsalbum The Singles, das eine Auswahl seiner bisher als Avicii veröffentlichten Lieder, darunter My Feelings for You und Street Dancer, enthielt.
Im Sommer 2011 veröffentlichte die britische Sängerin Leona Lewis ihre Single Collide. Der Song basiert auf Aviciis zu dem Zeitpunkt noch unveröffentlichtem Lied Penguin. Avicii selbst samplete hier das Stück Perpetuum Mobile vom Penguin Cafe Orchestra. Er und Pouruni gaben an, sie seien davon ausgegangen, Lewis werde sich ebenfalls an der Melodie des Perpetuum Mobile bedienen, diese habe letztlich aber ein Plagiat von Aviciis Produktion erstellt. Infolge der Vorwürfe an Lewis’ Plattenfirma Syco Music bewirkte er, dass sein Name ebenfalls auf der Single erscheint. Im Juli 2011 veröffentlichte Avicii eine eigene Gesangs-Version von Penguin. Diese trägt den Titel Fade Into Darkness und wird vom schwedischen Sänger Andreas Moe gesungen. Den Text schrieben Simon Jeffes, John Martin und Michel Zitron. Das Stück erreichte Platzierungen in den schwedischen, rumänischen und niederländischen Single-Charts.
Am 5. April 2011 erschien über das deutsche Plattenlabel Superstar Recordings das Kompilationsalbum Avicii et al: Swedish House Collection, auf dem neben einer Auswahl seiner Veröffentlichungen in Original- und Remix-Form, vor allem Lieder anderer schwedischer Produzenten enthalten waren. Am 23. Juli 2011 trat er erstmals beim Tomorrowland-Festival in Belgien auf, sein bis dato größtes Liveset vor Festival-Publikum. Dort spielte er neben seinen bisherigen Singles auch eine Liste unveröffentlichter Songs, darunter auch das Lied Levels, das bereits seit Dezember des Vorjahres als Demo-Version Teil verschiedener Radio-Shows war und im Anschluss an das Festival im offiziellen Aftermovie zu hören war.
Im Spätsommer 2011 unterschrieb er einen Vertrag mit Universal Music Group für die Veröffentlichung des Liedes Levels, die am 28. Oktober 2011 erfolgte. Sie konnte den Erfolg von Aviciis vorherigen Singles bei weitem übertreffen und rückte in über 16 Ländern bis in die Top-10 der Single-Charts vor. In seiner Heimat Schweden stand es für neun Wochen an der Spitze und wurde mit achtfach Platin ausgezeichnet. Der Track bildet auch die Grundlage von Flo Ridas Hit Good Feeling, der zeitgleich große Popularität erlangte und weltweit Spitzenplätze in den Charts belegte. Beide Songs greifen mit ihrem Vocal-Sample auf das Lied Something’s Got a Hold on Me von Etta James.

### 2012:SilhouettesundI Could be the One

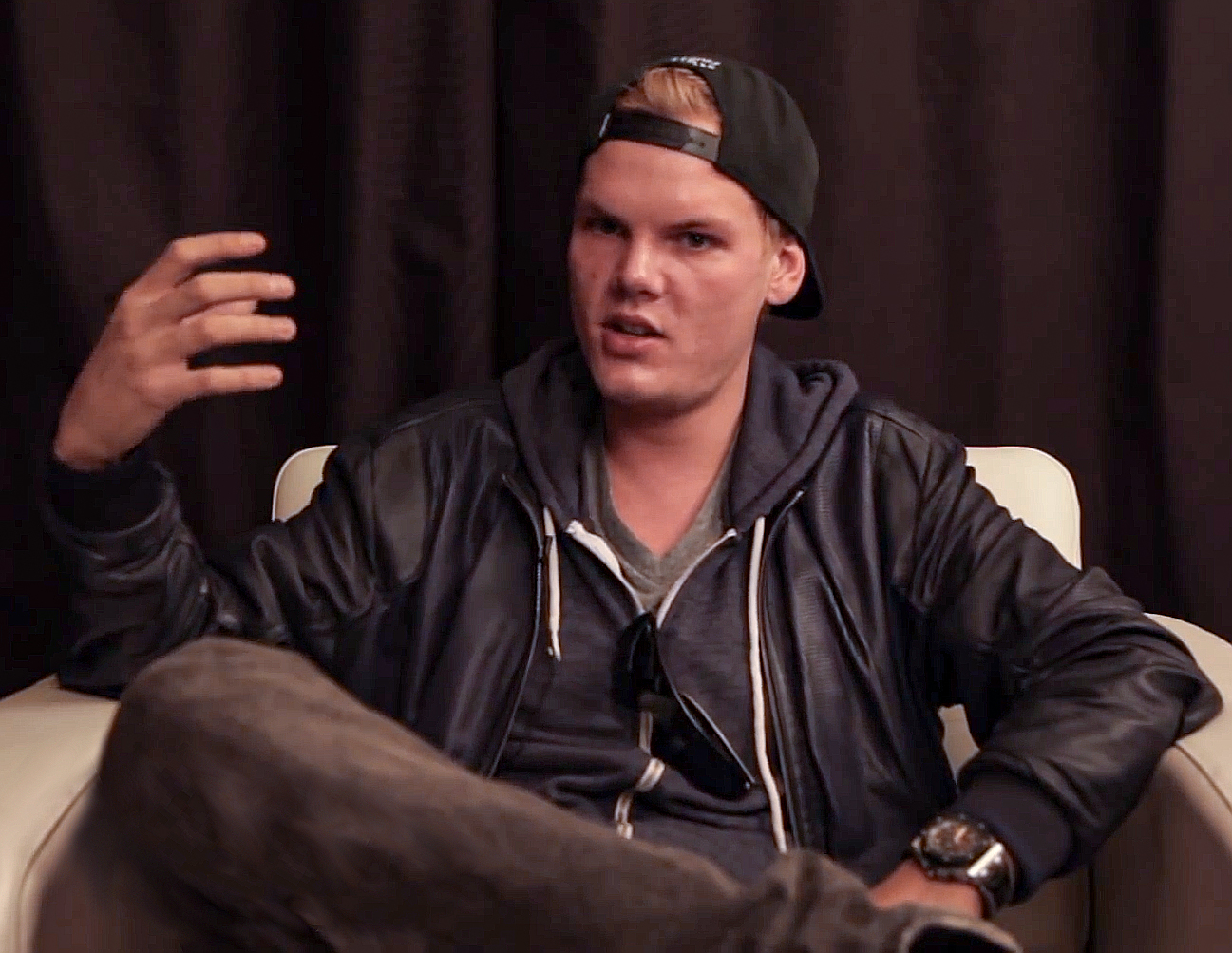
Avicii während eines Interviews (2012)

Am 12. Februar 2012 fand die jährliche Verleihung der Grammy Awards statt. Bei dieser wurde Avicii gemeinsam mit David Guetta für ihr zusammen produziertes Stück Sunshine, das auf Guettas Studioalbum Nothing but the Beat aus dem Jahr 2011 enthalten war, für einen Grammy in der Kategorie Best Dance Recording nominiert. Am 13. Februar 2012 feierte er mit der CD-Veröffentlichung seines vorjährigen Erfolges Levels die Gründung des Plattenlabels „Le7els“. Auf diesem wurden neben seinen eigenen Liedern auch Tracks von unter anderem Syn Cole und New World Sound veröffentlicht.
Im März 2012 präsentierte er erstmals die Levels-Nachfolgesingle Silhouettes, die zunächst jedoch nur als Promo veröffentlicht wurde. Den Gesang steuerte hier der schwedische Musiker Salem Al Fakir bei, der gemeinsam mit Vincent Pontare den Text schrieb. Beide wurden zu wiederkehrenden Studiopartnern des Schweden. Der Song wurde im späteren Verlauf des Jahres über Universal Music als reguläre nächste Single veröffentlicht und erreichte Dreifach-Platin in Schweden und Silberstatus in Großbritannien.
Im Mai 2012 erschien ein offizieller Remix zu Lenny Kravitz’ Song Superlove, von dessen 2011 veröffentlichten Studioalbum Black and White America. Dieser erreichte im Vereinigten Königreich und den Niederlanden eine Single-Chartplatzierung. Zwei weitere Remixe erschienen im November 2012, die zu Eric Turnerys Lied Dancing in My Head produziert wurden. Hier erschien zum einen eine „Tom-Hangs“-Version, zum anderen eine „Avicii’s-Been-Cursed“-Version, bei denen Avicii jeweils als offizielles Feature angegeben wurde.
Im Dezember 2012 veröffentlichte er gemeinsam mit dem DJ Nicky Romero und der Sängerin Noonie Bao den Song I Could Be the One. Er erreichte hohe Chartplatzierungen in vielen Ländern. Mitte Februar 2013 gelang ihnen der Sprung auf Platz eins der britischen Singlecharts. Die Instrumentalversion war bereits im Winter 2011 unter den Titeln Nicktim und Fuck School im Internet erschienen. Parallel erschien auch das Instrumentalstück Last Dance als Single. Die Vocal-Version mit Andreas Moe blieb jedoch unveröffentlicht.
In der DJ-Mag-Liste der weltweiten Top 100 der DJ stand er im Dezember 2011 auf Platz sechs. Ein Jahr später stieg er auf den dritten Platz. Bei den International Dance Music Awards 2012 wurde Levels als „Best Electro/Tech House Track“ ausgezeichnet. Daneben gewann er auch in der Kategorie „Best European DJ“.

### 2013: DebütalbumTrue
Im Januar 2013 wurde Avicii X You mit Ericsson und Universal Music gestartet. In diesem Musikprojekt erzeugte Avicii Tracks aus von Teilnehmern eingesendeten Klängen. Die erste Single daraus, X You, wurde im Februar 2013 veröffentlicht. Sie konnte in Großbritannien und Schweden in die Charts einsteigen. Zur selben Zeit wurde er für die Grammy-Verleihung 2013 mit dem Song Levels in der Kategorie Best Dance Recording nominiert.
Im Frühjahr 2013 komponierte Avicii zusammen mit den ehemaligen ABBA-Mitgliedern Benny Andersson und Björn Ulvaeus das Stück We Write the Story, das als Titelsong des Eurovision Song Contests im Mai 2013 verwendet wurde. Zur selben Zeit trat er ein weiteres Mal beim Ultra Music Festival auf, als dessen Hymne sein bis dahin unveröffentlichter Track UMF ausgewählt wurde. Jedoch wurde dies kein gewöhnlich DJ-Set, sondern eines, das von vielen Gastmusikern, darunter vom US-amerikanischen Soul-Sänger Aloe Blacc und Elvis-Presley-Songwriter Mac Davis sowie einer Live-Band begleitet wurde. Bereits vorab wurde angekündigt, dass viele Lieder seines kommenden Studioalbums premiert werden sollten. Der Auftritt geriet bei den Fans stark in die Kritik; so wurde ihm vorgeworfen, er sei seinem Sound nicht treu geblieben oder er habe sein Publikum auf den Arm genommen. Er sagte, er habe „etwas spaßiges und neues hervorbringen“ wollen. Das Album enthalte „Experimente“ und „die unendlichen Möglichkeiten von House und elektronischer Musik“.
Anfang Juni 2013 erschien das Lied Wake Me Up! als erste Single-Auskopplung aus seinem Debütalbum. Sie bildete eines der nicht zuletzt durch seinen Country-Einfluss kontrovers diskutierten Lieder vom Ultra Music Festival. Der Gesang wurde vom US-amerikanischen Sänger Aloe Blacc beigesteuert, nachdem es von Avicii und Mike Einziger geschrieben und mit Gesang von Mac Davis als ein Spaß-Song aufgenommen wurde. Durch Linkin-Park-Mitglied Mike Shinoda wurde der Kontakt mit Aloe Blacc geknüpft, woraufhin sie Wake Me Up als Acoustic- und später als Dance-Version fertig stellten. Das Lied wurde sofort nach Veröffentlichung ein europaweiter Erfolg und erreichte in über 15 europäischen Ländern Platz eins. Der Erfolg weitete sich im Laufe des Sommers aus und in Australien und Neuseeland rückte es bis auf Platz eins sowie in den USA auf Platz zwei vor. Bereits nach wenigen Monaten erreichte die Single sechsmal Platin-Status und zweimal Gold-Status. Schlussendlich wurde es eine der meistverkauften Singles.
Im September 2013 veröffentlichte Avicii sein erstes Musikalbum True. Der Stil hierbei war weit gefächert, wozu Avicii sagte, er habe viel mit elektronischer Musik experimentiert. Für die Entstehung arbeitete er mit Adam Lambert und Mø zusammen. Seine im Vorjahr veröffentlichten Tracks waren allesamt nur auf Bonus-Versionen zu finden. Das Album erreichte Platz eins in Schweden und in vielen anderen europäischen Ländern die Top 10. In Schweden erreichten alle Lieder des Albums durch Einzeldownloads auch in die Single-Charts.
Mit der zweiten offiziellen Single-Auskopplung You Make Me, die von dem schwedischen Sänger Salem Al Fakir gesungen wird, löste er sich in seinem Heimatland selbst an der Chartspitze ab. Außerdem wurde das Lied Hey Brother, gesungen von Dan Tyminski, der zur Begleitband der US-amerikanischen Country-Sängerin Alison Krauss gehört, zum dritten Nummer-eins-Hit in Folge in Schweden. Avicii besetzte somit 20 Wochen Platz eins der schwedischen Charts. Auch in Deutschland und Norwegen erreichte das Lied Platz eins und konnte sich auch in anderen Ländern in den Top 10 platzieren, noch bevor es Anfang November 2013 offiziell als Single veröffentlicht wurde. Der französische Radiosender NRJ gründete die Webradiostation NRJ Avicii, bei der ausschließlich Lieder von Avicii gespielt werden. Gegen Ende des Jahres 2013 absolvierte Avicii Studioarbeiten mit David Guetta, Daft Punk und Coldplay.

### 2014:The Days/The Nights

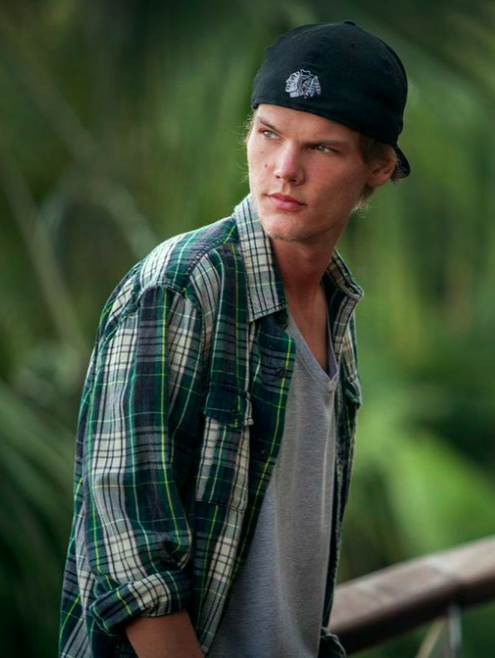
Avicii (2014)

Im Frühjahr 2014 wurde die vierte Single Addicted to You ausgekoppelt. Sie wurde ein weiterer Top-10-Erfolg in mehreren Ländern. Gesungen wird das Lied von Audra Mae. Kurze Zeit später erschien die fünfte Auskopplung Lay Me Down in Zusammenarbeit mit Adam Lambert. Auch dieser Song konnte bereits in einigen Ländern vor der Veröffentlichung im Mai in die Charts einsteigen. Im März 2014 veröffentlichte Avicii das Remixalbum True – Avicii by Avicii mit neuen Versionen der ersten neun Songs seines Debütalbums True.
Im Zuge seines Auftritts beim Ultra Music Festival Ende März 2014 wurde das Hotel SLS South Beach in Miami in The Avicii Hotel umbenannt, mit unter anderem Postern und Aufstellern geschmückt und der Musik von den Alben True und True (Avicii by Avicii) beschallt. Außerdem verteilten Models und das Team Merchandise und fuhren mit Golfmobilen umher, die Avicii-Schilder auf den Dächern trugen. Aufgrund einer Einweisung ins Krankenhaus konnte Avicii weder das Hotel persönlich besuchen, noch beim Festival auftreten.
Nachdem er sich mehrfach mit dem britischen Sänger Chris Martin, dem Frontmann der Rock-Pop-Band Coldplay, im Studio traf, veröffentlichten diese im Mai 2014 das von Avicii produzierte Lied A Sky Full of Stars. Es ist auf Coldplays Studioalbum Ghost Stories enthalten, das Lied Hymn for the Weekend erschien auf ihrem späteren Album A Head Full of Dreams. Beide Lieder entwickelten sich zu weltweiten Erfolgen. Im Juni 2014 veröffentlichte Avicii zusammen mit dem Gitarristen Carlos Santana und dem Sänger Wyclef Jean einen von der FIFA ausgewählten Song zur Fußball-Weltmeisterschaft 2014, Dar Um Jeito (We Will Find a Way). Ebenfalls im Juni 2014 produzierte er gemeinsam mit dem taiwanischen Sänger Wang Leehom den Song Lose Myself. Dieser wurde im September 2014 veröffentlicht und diente als Titelsong für das STORM Electronic Music Festival in Shanghai. Des Weiteren veröffentlichte David Guetta gemeinsam mit Sam Martin den von Avicii co-produzierten Song Lovers on the Sun. Auch bei Guettas Listen-Albumtrack Yesterday wirkte er mit.
Im Oktober 2014 veröffentlichte Avicii in Zusammenarbeit mit Robbie Williams die Single The Days. Ursprünglich sang The-Killers-Frontmann Brandon Flowers das Lied, jedoch wurde diese Version auf Grund einer Meinungsverschiedenheit verworfen. Die Single erreichte die Top 10 zahlreicher Länder und war die zweite US-Chartplatzierung für Williams. Des Weiteren wurde es Aviciis fünfter Nummer-eins-Hit in Schweden. Der Track ist auf der gleichnamigen EP mit der Nachfolge-Single The Nights zu finden. The Nights wurde vom schwedischen Singer-Songwriter Ras gesungen und ist im Soundtrack der Videospielserie FIFA enthalten. Auch diese Single wurde insbesondere in Schweden und Großbritannien ein Erfolg.
Im November 2014 veröffentlichte Wyclef Jean den Song Divine Sorrow, der von Avicii produziert worden war. In Zusammenarbeit mit Coca-Cola und der von Bono gegründeten AIDS-Organisation RED gingen 1,03 Euro von jedem Singleverkauf auf iTunes als Spende an den Global Fund. In den DJ-Mag-Charts rutschte er von Platz 3 auf Nummer 6 ab.

### 2015: Zweites AlbumStories
Im Frühjahr 2015 erschien Madonnas dreizehntes Studioalbum Rebel Heart, bei dem Avicii gemeinsam mit seinem Team aus unter anderem Carl Falk, Salem Al Fakir und Vincent Pontare mitarbeitete. Sie schrieben und produzierten die Lieder Devil Pray, HeartBreakCity, Messiah, Rebel Heart, Borrowed Time, Addicted und Wash All Over Me, die allesamt vor Album-Veröffentlichung gemeinsam mit anderen Tracks als Demo ins Internet leakten. Die Lieder wurden weitestgehend umgeschrieben und neu arrangiert. In einem Interview mit Daily Star erklärte er, dass er die Demos den finalen Versionen vorziehe, da sie „mehr er wären“. Obwohl er sich später von dem Interview distanzierte, wurden die Probleme während der Produktion in seiner Biografie bestätigt. Er hätte es so erlebt, als hätte „er die Nächte hindurch dasitzen“ müssen, um das zu „retten, was die anderen tagsüber abgeliefert hatten.“ Am 6. März 2015 wurde Rebel Heart veröffentlicht und konnte in über 10 Ländern eine Spitzenposition erreichen.
Bei seinem Auftritt beim Ultra Music Festival 2015 spielte Avicii eine Reihe unveröffentlichter Lieder, die einen Vorgeschmack auf sein kommendes Studioalbum geben sollten. Mit dabei waren unter anderem Kollaborationen mit Chris Martin, Martin Garrix und Tom Odell.
Am 6. Mai 2015 wurde der von Audra Mae gesungene Song Feeling Good veröffentlicht. Dabei handelte es sich um ein Cover des gleichnamigen Blues-Klassikers von Nina Simone. Am 21. Mai 2015 folgte die Single Waiting for Love, die wenige Wochen vorher beim Ultra Music Festival premiert wurde. Der Song entstand in Zusammenarbeit mit Martin Garrix und Simon Aldred, dem Leadsänger der Band Cherry Ghosts. Wie bei sämtlichen vorhergegangenen Singles wurden die Gastmusiker nicht als Interpreten genannt. Das Lied entwickelte sich zu einem europaweiten Erfolg, der in Österreich, Ungarn und seiner Heimat bis an die Spitze der Single-Charts vorrücken konnte.
Im Juli 2015 erschien ein Remix des Songs Insomnia der britischen Musikergruppe Faithless als Single unter dem Titel Insomnia 2.0. Durch den Remix platzierte sich das Lied wieder in den Charts und rückte in Deutschland, Österreich und der Schweiz in die obere Charthälfte. Im August 2015 stand das Release der EP Pure Grinding/For a Better Day an. Die Doppelsingle war nach Waiting for Love ein zweiter Vorgeschmack auf das Studioalbum. Während Pure Grinding eher kleineren Erfolg einbrachte, wurde For a Better Day in vielen Ländern zu einem Top-10-Hit und gelangte in das Programm vieler Radiostationen. Den Gesang steuerte der US-amerikanische Singer-Songwriter Alex Ebert, Frontmann der Bands Ima Robot und Edward Sharpe and the Magnetic Zeros bei. Parallel wurde sein zweites Studioalbum Stories auf iTunes zur Vorbestellung freigegeben.
Am 29. September 2015 erschien Broken Arrows als Promo-Single. Diese wurde von Zac Brown, Frontmann der US-amerikanischen Band Zac Brown Band gesungen. Stilistisch knüpft durch seinen Country-Einfluss an Lieder wie Hey Brother an. Im Laufe des Folgemonats erschien es auch als letzte Single-Auskopplung. Am 2. Oktober 2015 folgte schlussendlich das Studioalbum Stories, welches unter anderem Kollaborationen mit Chris Martin, Mike Posner und Wyclef Jean vorweist. Es konnte an den Erfolg seines ersten Albums anschließen und landete in den Top-10 der deutschen, kanadischen und britischen Charts.
Avicii kooperierte außerdem mit dem Modeunternehmen Ralph Lauren, für das er als Model und Werbeträger tätig war.

### 2016: Rückzug aus dem Rampenlicht und Trennung vom Management
Nach seinem Auftritt beim Ultra Music Festival 2016 kündigte Avicii Ende Februar 2016 auf seiner Website das Ende seiner Bühnenkarriere an, die Tour 2016 sei demnach seine letzte. Er wolle aber weiterhin Musik machen. Kurz zuvor war er mit Freunden zwei Wochen lang durch die USA gereist und veranstaltete zwischendurch Livestreams von Outdoor-Studiosessions. Das Projekt nannte sich The Crowning of Prince Liam („Die Krönung von Prinz Liam“) und wurde nach seinem Pit-Bull-Welpen Liam benannt. Im März 2016 verkündete Avicii über seine Facebook-Seite, dass er mit Ablauf des Jahres 2016 vorläufig keine weiteren Liveauftritte geben werde, um sich auf ein Leben außerhalb der Musik zu konzentrieren. Gesundheitliche Aspekte verstärkten seine Entscheidung. Er widme sich jedoch weiterhin der Musik.
2016 komponierte Avicii zusammen mit dem australischen Singer-Songwriter Conrad Sewell das Lied Taste the Feeling, das von Coca-Cola als Werbesong verwendet wird. Außerdem veröffentlichte Sewell eine Solo-Version des Songs für die Fußball-Europameisterschaft 2016 und die Olympischen Spiele 2016. Im Juni 2016 veröffentlichte Avicii die zweite Kollaboration mit dem schwedischen DJ und Produzenten Otto Knows. Der Titel Back Where I Belong bezieht sich auf den Stil des Liedes, der sich an dem ursprünglichen Stil der beiden Musiker orientierte. Auf dem Cover ist ein Kinderfoto abgebildet, das beide zusammen zeigt. In ihrer Heimat konnte sich der Track 12 Wochen in den offiziellen Single-Charts platzieren. In den DJ-Mag-Charts rutschte er im Jahr 2016 von Platz 7 auf Nummer 11 ab.
Ende Dezember 2016 wurde bekanntgegeben, dass er sich von seinem langjährigen Manager und Promoter Arash Pournouri sowie dessen Unternehmen At Night Management trennt. Grund hierfür waren Streitigkeiten, die im Zuge von Aviciis Tournee-Stopp entstanden. Von seinem Team bei Universal Music Schweden trennte er sich jedoch nicht und kündigte ein drittes Studioalbum fürs kommende Jahr an.

### 2017 bis März 2018: DieAvīci-EPs
Avicii widmete sich weiterhin der Musik und veröffentlichte im August 2017 eine EP mit dem Titel Avīci. Diese besteht aus sechs Tracks, die seiner Aussage nach einem Mix aus alten und neuen Songs entsprechen sollen. Without You wurde als Single ausgekoppelt. Das Lied entstand in Zusammenarbeit mit dem schwedischen Musiker Sandro Cavazza und erreichte in Schweden Platz eins der Hitparade. Auch in zahlreichen weiteren Ländern konnten Charts-Platzierungen erreicht werden, darunter in Deutschland, Großbritannien und Australien. Alle fünf weiteren Songs, darunter Kollaborationen mit Rita Ora und AlunaGeorge, stiegen in die Top-15 der schwedischen Single-Charts ein.
Nachdem auch Lonely Together mit Rita Ora bereits vor der Single-Veröffentlichung der Sprung in die britischen, österreichischen und deutschen Charts gelang, wurde für diesen Song ein offizielles Musikvideo veröffentlicht. In einem Interview mit Pete Tong gab Avicii bekannt, dass Avīci die erste von drei EPs sei, aus denen dann sein drittes Studioalbum bestehe. Die weiteren EPs sollten 2018 erscheinen.
Am 11. September 2017 kam eine Dokumentation mit dem Titel Avicii: True Stories in die Kinos. Sie zeigte Aviciis Rückzug aus dem Rampenlicht und enthält Interviews mit verschiedenen Musikern, auf die er während seiner Karriere stieß, darunter David Guetta, Tiësto, Wyclef Jean, Nile Rodgers und Chris Martin von Coldplay.
Am 10. Februar 2018 wurde der Song Ghost veröffentlicht, bei dem er als Produzent für den schwedischen Singer-Songwriter Daniel Adams-Ray alias HUMAN in Erscheinung trat. Das Lied, das bereits 2014 unter dem Titel (I’m Still) In Love with Your Ghost in das Internet gelangte, stellt nach Somewhere in Stockholm die zweite Zusammenarbeit der zwei Schweden dar.
Nachdem er Ende Januar 2018 während seiner Radioshow Avicii FM bekannt gab, dass er derzeit die Arbeiten an seinen kommenden EPs vorbereiten würde, begann er ab Anfang März 2018 regelmäßig Liveaufnahmen aus dem Studio in verschiedenen sozialen Netzwerken zu teilen. Neben Noonie Bao, Carl Falk und Joakim Berg waren auch viele weitere Musiker zu sehen, mit denen er bereits mehrfach zusammenarbeitete. Mitglieder des Labels sowie auch Studiopartner gaben an, dass er „inspiriert“ und „begeistert“ bei der Sache gewesen wäre und zwischenzeitlich so an die Arbeit gefesselt worden war, dass er „teils 16 Stunden ohne Pause durcharbeitete“.

### April 2018: Tod

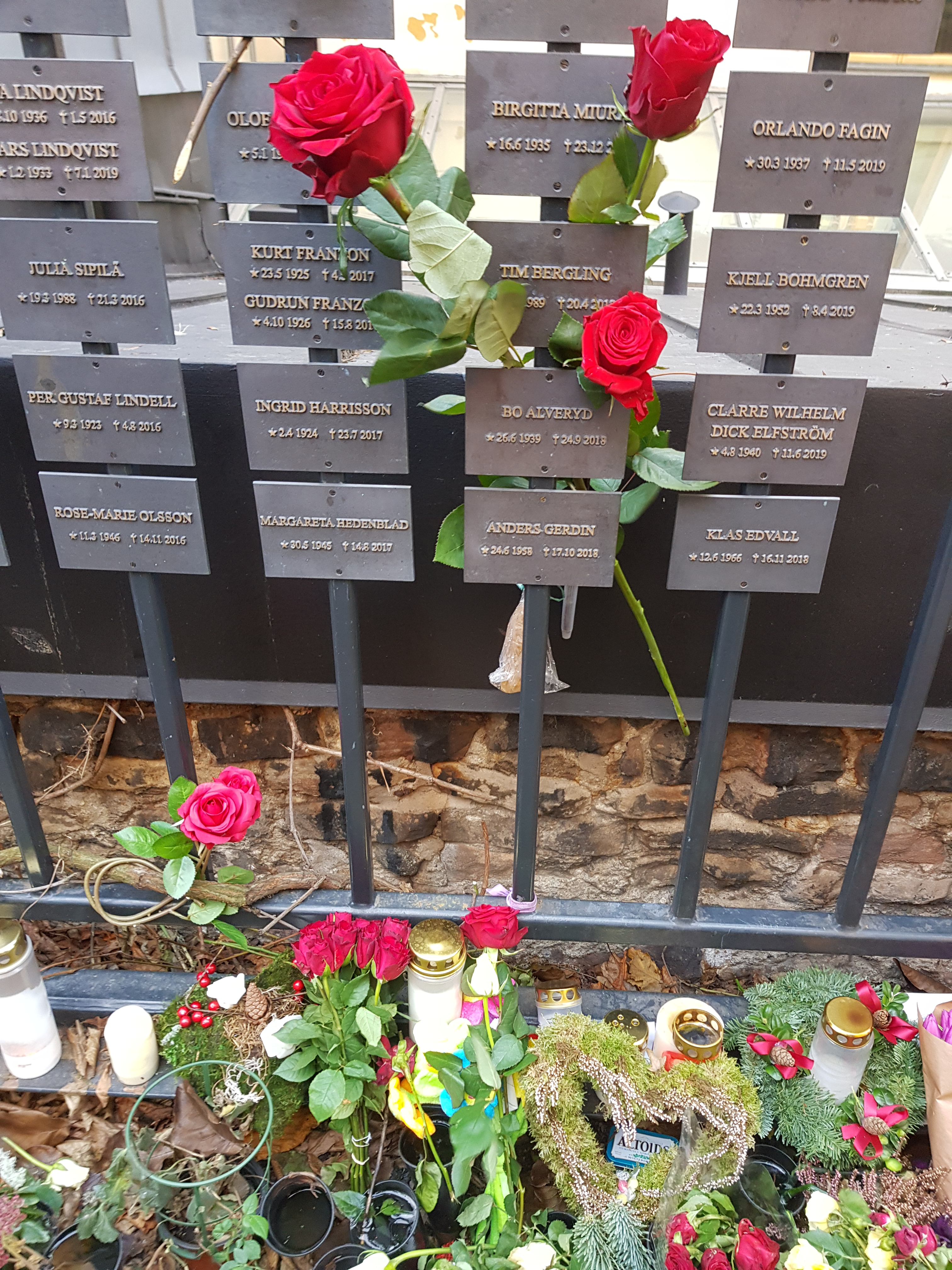
Gedenkstätte für Avicii an der Hedwig-Eleonora-Kirche am Tag des Tributkonzerts

Am 20. April 2018 wurde Avicii während eines Urlaubs im Oman auf einem Anwesen der omanischen Königsfamilie tot aufgefunden. Er hatte im Alter von 28 Jahren Suizid begangen und wurde am 8. Juni 2018 in seiner Heimatstadt Stockholm beigesetzt.

## Persönliches

### Beziehungen
Von 2011 bis 2013 war Bergling in einer Beziehung mit der US-amerikanischen Studentin Emily Goldberg (1989–2024). Zwischen 2013 und 2014 war er mit der kanadischen Studentin und Model Racquel Natasha Bettencourt liiert. Von 2017 bis zu seinem Tod lebte er mit der tschechischen Influencerin Tereza Kačerová zusammen. Diese hatte einen Sohn aus einer früheren Beziehung und gab bekannt, dass Bergling die Rolle als Stiefvater eingenommen hätte. Nach seinem Tod teilte sie Bilder aus ihrem gemeinsamen Leben und gab Details über die Beziehung bekannt.

### Gesundheit
Tim Bergling litt sein Leben lang an einer schweren Angststörung. Sein Vater nannte ihn scherzhaft einen Hypochonder, da er bis ins junge Erwachsenenalter Körpersignale als Symptome schwerer Erkrankungen vermutete und anfangs seine Familie und später Ärzte bat, ihn abzutasten. Ab der Pubertät hatte er zudem mit Akne zu kämpfen, die er erst im Alter von 21 Jahren mit dem Antibiotikum Tetracyclin in den Griff bekam. Nur sehr selten begünstigt dieses Reizungen und Entzündungen der Bauchspeicheldrüse. Mit exzessivem Alkoholkonsum trank er sich bereits während seiner Jugend Mut an, um bei Partys überhaupt Konversationen führen zu können. Bei seinen Auftritten als DJ trank er Jägermeister, um sich zu betäuben.
Im Januar 2012 musste Bergling in New York wegen einer akuten Pankreatitis, die durch seinen Alkoholmissbrauch und eine Überdosis Tetracyclin verursacht wurde, elf Tage im Krankenhaus behandelt werden. Die dringende Empfehlung der Ärzte, mindestens ein halbes Jahr auf Alkohol und Fast Food zu verzichten, missachtete er. Im März 2013 wurde er in Brisbane wieder ins Krankenhaus eingewiesen. Es wurde ihm empfohlen, die Gallenblase entfernen zu lassen. Um seine Tournee fortzuführen, lehnte er diesen Eingriff ab. Anfang 2014 startete er einen Entzug mithilfe des Substitutionsmittels Buprenorphin, nachdem sich aus seiner Behandlung von Magenschmerzen eine Abhängigkeit von unter anderem Oxycodon entwickelt hatte. Er setzte beide Opioide erfolgreich ab und lehnte die Einnahme von Morphin gegen Schmerzen ab, die von Nierensteinen ausgingen.
Im März 2014 wurde Bergling in Miami erneut ins Krankenhaus eingeliefert, wo sowohl der Blinddarm als auch die Gallenblase entfernt wurde. Zur Genesung nahm er trotz des Entzugs zwei Monate zuvor wieder Opioide ein. Die erneute starke Abhängigkeit und die Schmerzmittel  versteckte er vor seinen Freunden und seiner Familie. Sein Hausarzt in den USA  verschrieb ihm Antidepressiva sowie Schlafmittel und Ritalin. Seinen Kindheitsfreund Filip Åkesson bat er außerdem, ihm Xanax und Buprenorphin zu besorgen. Mindestens zwei Mal wurde er intoxikiert ins Krankenhaus eingeliefert.
Sein Manager, Arash Pournouri, wusste von Berglings Gesundheitsproblemen, lehnte es jedoch ab, sie als psychische Gesundheitsprobleme zu bezeichnen. Sein Team wurde erst im November 2014 auf seine Schmerzmittelsucht aufmerksam. Pournouri verschob Shows, damit sich Bergling in Stockholm erholen konnte. Die Probleme verschlimmerten sich jedoch, als es während seiner Auszeit keinen gab, der Bergling im Auge behielt. Obwohl im Dokumentarfilm gezeigt wurde, dass Pourouni immer wieder versuchte, Bergling von weiteren Auftritten zu überzeugen, erzählte er, dass er um das Jahr 2014 herum, gegen den Willen Berglings, zwei weitere Welttourneen abgesagt hätte.
2015 stimmte Bergling einer Entziehungskur in einer Einrichtung auf Ibiza zu. Während der Rehabilitation befasste er sich mit seiner mentalen Gesundheit und entschied, dass ihm Drogen nicht länger zur Bewältigung von Stress, Angst und Depression nützen sollen. Stattdessen las er Werke von Carl Jung und Maharishi Mahesh Yogi und begann teils stundenlang zu meditieren.
Bereits vor seinem Auftritt beim Ultra Music Festival 2016, dem ersten seit längerer Zeit, fasste er den Entschluss, aufgrund seiner Gesundheit nicht mehr live aufzutreten. Er wollte die Zeit mit seiner Familie und im Studio nutzen. In der Dokumentation Avicii: True Stories aus dem Jahr 2017, die von seinem langjährigen Mitarbeiter Levan Tsikurishvili inszeniert wurde, sprach Bergling über seine körperlichen und geistigen Gesundheitsprobleme. Der Dokumentarfilm zeigte den Druck seines Managements, dem er trotz seiner Einwände, weiterhin live aufzutreten, standhalten musste.
Ab 2016 konsumierte er zunehmend Marihuana und halluzinogene Pilze. Einen Tag vor seinem Tod kontaktierte ein Bekannter aus dem Oman Klas Bergling, Aviciis Vater, und äußerte Bedenken über Berglings Zustand. Er würde weder essen noch sprechen, sondern meditiere stundenlang.

## Soziales Engagement
2011 hat Avicii zusammen mit seinem Manager die Wohltätigkeitsorganisation „House for Hunger“ gegründet. Neben einer Spende von einer Million US-Dollar an Feeding America, die in den USA u. a. Suppenküchen betreibt, hat House for Hunger die von Laura Bush ins Leben gerufenen Feed Foundation unterstützt, damit mehr als zwei Millionen Schulspeisen in ganz Afrika verteilt werden konnten. In Verbindung mit den Musikvideos zu For a Better Day und Pure Grinding unterstützte er Kampagnen gegen Menschenhandel und Bandengewalt.

## Musikstil
Als Einflüsse nannte Bergling von Beginn an Swedish House Mafia, Eric Prydz und Daft Punk. Sein Interesse an elektronischer Tanzmusik wurde in erster Linie durch Letztere gestärkt. Er verfolgte das Duo bereits „lang bevor er wusste, was House-Musik ist“. Prydz bezeichnete er als seinen „Gott in Sachen Produktion“. Er wäre schon immer derjenige gewesen, „der [Avicii] melodisch sehr inspiriert“ habe. Avicii nannte den Fakt, dass Prydz sowie auch die Mitglieder der Swedish House Mafia in seiner Nachbarschaft aufwuchsen, als weitere maßgebende Beeinflussung. Er wäre von der „schwedischen Pop-Sensibilität“ geprägt.
Berglings frühe Werke wurden häufig in die Kategorien Deep House und Progressive House eingeordnet, in der Regel basierend auf einer Vier-Akkord-Struktur, einem Subbass und einer einfachen Synth-Melodie. Sein erster großer kommerzieller Erfolg Seek Bromance wurde sowohl als ein „munterer Progressive-Knaller“ wie auch als eine „Melodic-Pop-Perle“ bezeichnet, während My Feelings For You funkige Disco-Elemente enthielt. Die 2011 mit der Single Levels eingeschlagene Richtung beschrieb Autor Marcus Dowling vom Magazin Mixmag als Verschmelzung von „Gospel und House-Musik zu einer hyperkinetischen und spirituellen Klangmischung, die den Electro in die popkulturelle Stratosphäre aufhob“.
Sein Debüt-Studioalbum True enthielt eine Mischung aus verschiedenen Musikgenres, einschließlich Folktronica. Während der Produktion des Albums wollte Bergling den Bereich der elektronischen Musik mit Soul, Funk, Blues, Folk und Country verbinden. Avicii sagte, dass True „die Musik dargestellt hätte, die [Avicii] zu jener Zeit hörte“. Er nannte mitunter Fleet Foxes, Mumford & Sons und Of Monsters and Men. Die erste Single-Auskopplung aus True stellte das Lied Wake Me Up dar. Diese wurde vom Magazin The Observer als ein Volksmusik-Crossover bezeichnet, „das ein Marktpotential der Mischung aus EDM und Country hervorbrachte, was für viele andere Künstler zur Inspiration wurde“.
Das zweite Studioalbum Stories schloss an die Stilvielfältigkeit seines ersten Albums an. Hier wurden Elemente der Country-, Melodic-House-, Blues- und Pop-Rock-Musik verkörpert. Davina Chang vom Online-Magazin EDM Tunes beschrieb die Single-Auskopplung Pure Grinding als „ein erfrischendes Stück Swing-Funk, dessen Gitarren-Licks und Saxophon-Linien nahtlos in die geschmackvollen Trap-inspirierten Beats des Produzenten passen“. Michaelangelo Matos von Billboard bezeichnete Talk to Myself, Touch Me und City Lights „als direkte Daft-Punk-Hommagen mit gefiltertem Boogie-Disco-Feeling, verspielten Effekten und Cut-Ups“.
Die Charakterzüge seiner 2017 veröffentlichten EP Avīci (01) galten als „erfrischte und energiegeladene Version von [Avicis] fröhlichem, Upbeat-Progressive-Stil“. Während Friend of Mine vom Online-Magazin We Rave You als ein schwungvolles Lied bezeichnet wurde, das an seine Arbeit an der The-Days-The-Nights-EP erinnerte, beschrieben sie So Much Better als einen überraschenden Streifzug durch Deep-House-Territorium macht. Miljan Milekic von EDM.com betonte, dass Avicii seinem Stil treu bliebe und „seine Signature-Synthesizer, akustische Gitarren, kraftvolle Vocals, große Melodien und kraftvolle, hymnische Refrains“ zu hören seien.
Ein Variety-Autor kommentierte, dass Berglings „charaktertypischer Sound“ aus „aufsteigenden Synths und scharfsinnigen Melodien“ bestehe.

## Nachleben

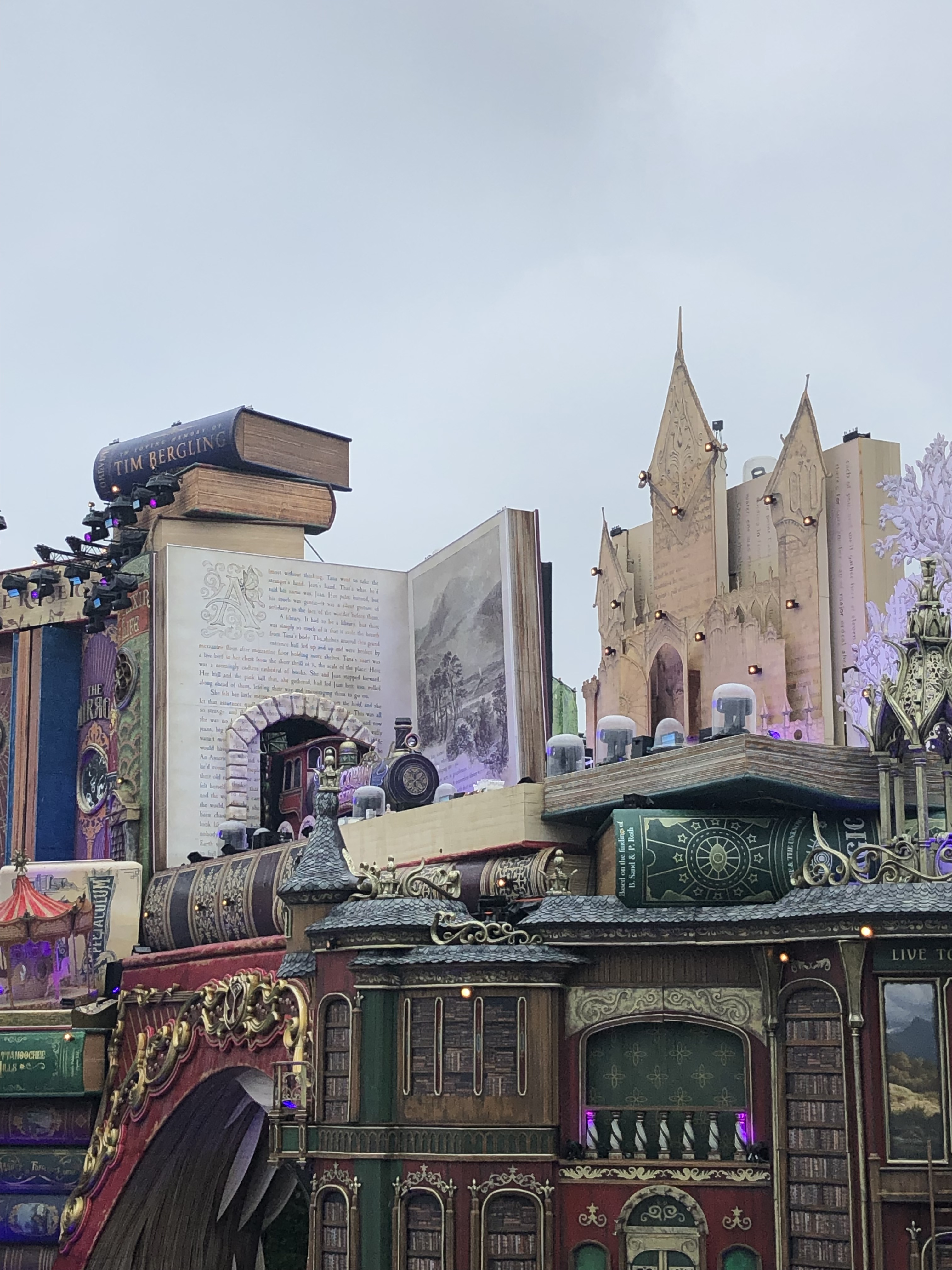
In Gedenken an Avicii wurde die Bühne des Tomorrowland-Festivals 2019 mit einem Buch, das den Titel Tim Bergling trägt, geschmückt.

### Rezeption
Am 21. April 2018 würdigte die US-amerikanische Band OneRepublic Bergling mit seiner erfolgreichsten Single Wake Me Up während ihrer Show in Mumbai. Am selben Tag spielte Tiësto während des EDC Las Vegas ein Medley aus Berglings Songs. Aloe Blacc begleitete ihn live.
Im Mai 2018 äußerten das US-amerikanische DJ-Duo The Chainsmokers und die US-amerikanische Sängerin und Songwriterin Halsey ihre Trauer während der Verleihung der Billboard Music Awards 2018. Halsey sagte, dass Berglings Tod ein großer Verlust für die Musikwelt und für sie selbst sei. Sie führte daraufhin das Thema psychische Gesundheit weiter aus und appellierte, dass man einander lieben und unterstützen sollte. Am 27. Mai 2018 bezeichnete Rita Ora Avicii während des BBC Radio 1’s Big Weekends als „einen wirklich guten Freund“, der ihr „Leben veränderte“.
Während des Tomorrowland-Festivals, das vom belgischen DJ-Duo Dimitri Vegas & Like Mike als „sein Zuhause“ bezeichnet wurde, zollten ihm zahlreiche Musiker Tribut, darunter Axwell Λ Ingrosso, Nicky Romero und Zedd. Die Lieder Wake Me Up und Levels entwickelten sich zu den meist gespielten Liedern dieser Ausgabe. Im Folgejahr enthielt die Dekoration der Tomorrowland-Hauptbühne eine Hommage an ihn, die seitdem jedes Jahr auf einer Nebenbühne zu sehen ist.
Im Oktober 2018 wurde Avicii mit einer Wachsfigur bei Madame Tussauds in New York City geehrt.
Im Juli 2018 veröffentlichte der russische DJ und Produzent Arty einen Song namens Tim als Hommage an Bergling. Am 4. September 2019 veröffentlichte der deutsche Musiker Thees Uhlmann den Song Avicii zu Ehren Aviciis. Ebenso schrieb Thomas Bergersen, Mitglied von Two Steps from Hell, das Lied Emerald Princess zu Ehren Aviciis, welches „um seine musikalische Persönlichkeit herum designt ist“.
Am 19. Mai 2021 erhielt die Stockholmer Mehrzweckhalle Globen den Namen Avicii Arena, in Erinnerung an den Musiker.
Anlässlich seines 32. Geburtstages am 8. September 2021 widmete Google ihm ein Doodle. Dieses enthielt eine neue Version des Musikvideos zu Wake Me Up.
Am 16. November 2021 erschien die Biografie Tim. die offizielle Avicii-Biografie. Der schwedische Journalist Måns Mosseson führte für das Werk Gespräche mit seiner Familie, seinen Freunden und seinen Kollegen im Musikgeschäft. Die letzten Seiten beinhalten Tagebucheinträge, die einen Einblick in die Gefühlswelt des Künstlers geben.

### Tribut-Veranstaltungen

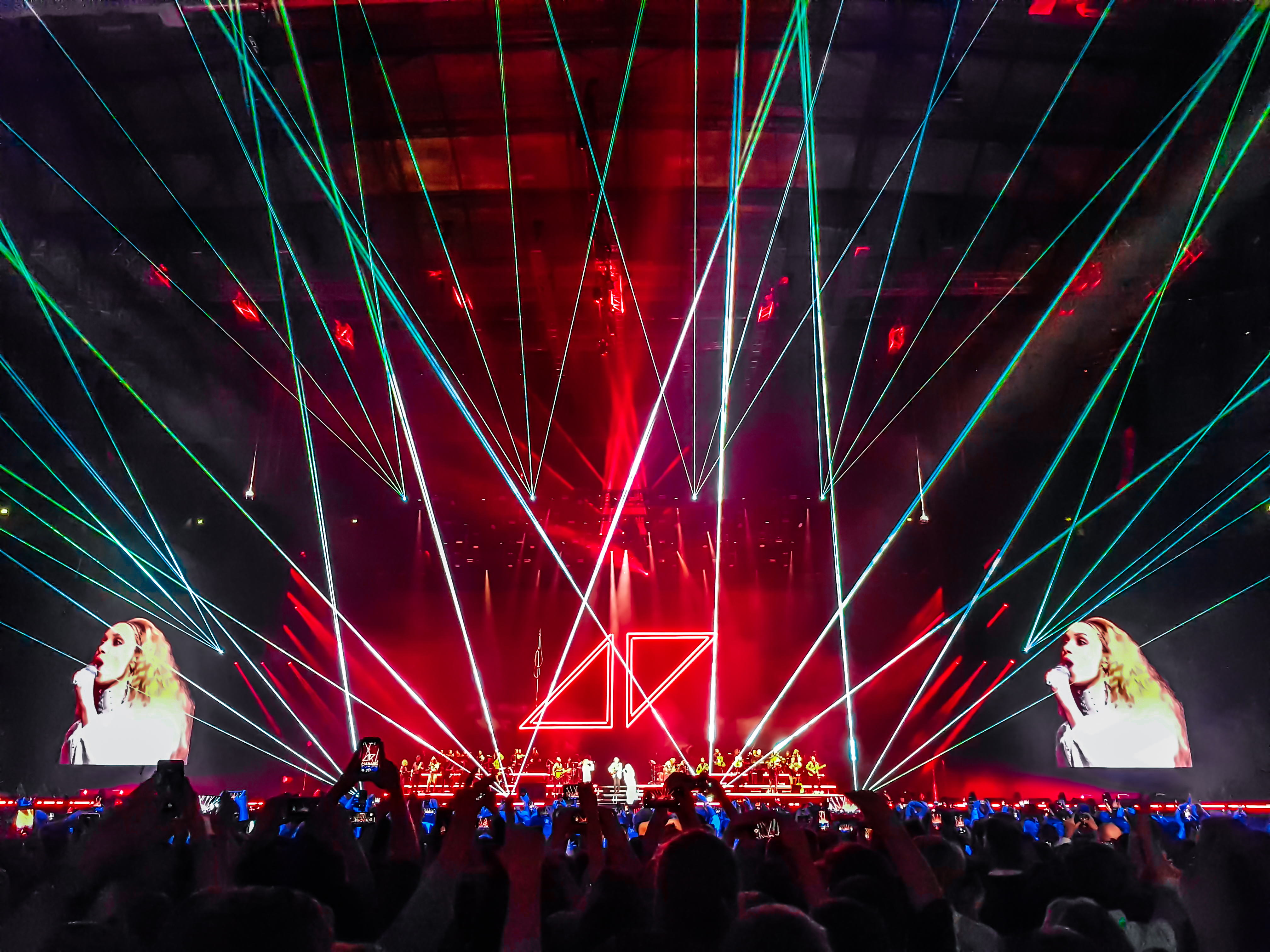
Auftritt von Agnes Carlsson mit dem Lied Tough Love beim Tribut-Konzert

Im November 2018 organisierte Berglings Familie einen öffentlichen Gedenkgottesdienst in der Hedwig-Eleonora-Kirche in Stockholm. Hunderte von Fans füllten die Kirche, um zu trauern und ihren Respekt zu erweisen. Ein Orchester spielte Musik, die mit Bergling in Verbindung stand und die mit seinem größten Erfolg Wake Me Up endete.
Am 30. April 2019 würdigten die Royal Guards sowie die Livgardets dragonmusikkår des schwedischen Heers Avicii im Rahmen einer Zeremonie im Stockholmer Schloss. Sie interpretierten die Lieder Without You, Hey Brother und Wake Me Up mit Blasinstrumenten.
Am 5. Dezember 2019 veranstaltete die Tim Bergling Foundation in der Friends Arena in Stockholm das The Avicii Tribute Concert for Mental Health Awareness. Mehrere DJs, darunter David Guetta, Nicky Romero und Laidback Luke, widmeten Avicii jeweils ein Live-Set. Im Anschluss trug ein Orchester in einem über zweistündigen Konzert Lieder von Avicii vor, begleitet von seinen Studiopartnern Carl Falk und Vargas & Lagola sowie zahlreichen Gastsängern. Mit dabei waren Sandro Cavazza (Without You), Aloe Blacc (Wake Me Up, SOS), Rita Ora (Lonely Together) und Andreas Moe (Fade Into Darkness). Das Konzert endete mit dem Lied Levels und einem Zusammenschnitt von Videoaufnahmen, die Aviciis Leben im Schnelldurchlauf zeigten.

### Verbliebene Werke
Nach Berglings Tod berichteten mehrere Magazine, dass sich zum Zeitpunkt seines Todes über 200 unveröffentlichte Songs in der „Warteschleife“ befunden hätten. Einige davon seien fertiggestellt, andere noch in der Entwicklung. Vor seinem Tod habe er einige der besten Songs seiner Karriere produziert. Der US-amerikanische Musiker Nile Rodgers gab in einem Interview mit The Sun an, dass er mit Avicii vor seinem Tod über 10 Songs fertig gestellt habe. Zudem hätten sie gemeinsam an dem Comeback-Album der afroamerikanischen Band Chic gearbeitet. Er wäre aufgefordert worden, die Songs zu veröffentlichen, sei sich aber noch im Unklaren, wie er hierbei vorgehen werde. Der US-amerikanische DJ und Produzent Starkillers veröffentlichte auf YouTube und SoundCloud unmittelbar nach Aviciis Tod ein Album, das im Jahr 2009 gemeinsam entstand. Hintergrund sei gewesen, dass zu damaligen Zeiten die nötigen Rechte für eine Veröffentlichung fehlten und das Album von Aviciis Management unter Verschluss gehalten wurde.
Während des The Avicii Tribute Concerts spielten David Guetta und Kygo jeweils eine unveröffentlichte Zusammenarbeit mit Bergling. Der mit Guetta sowie zusätzlicher Mitwirkung von Afrojack entstandene Song trägt den Titel Say Goodbye und ging aus einer gemeinsam entstandenen Melodie hervor. Kurz nach Aviciis Tod produzierten sie den Track fertig. Die Kollaboration mit Kygo basiert auf einer Demo von Avicii und Sandro Cavazza, die den Namen Forever Yours trägt. Bereits vor dem Auftritt unterstrich Klas Bergling in einem Interview ein weiteres Mal die Tatsache, dass der Verbleib unveröffentlichter Werke unklar ist. Forever Yours wurde am 24. Januar 2020 mit dem Titelzusatz Avicii Tribute als Single veröffentlicht.
2019: Posthumes Album Tim
Im April 2019 wurde bekannt gegeben, dass am 6. Juni 2019 posthum das Studioalbum Tim veröffentlicht werden würde. An diesem arbeitete Avicii vor seinem Tod. Am 10. April 2019 erschien die erste Single-Auskopplung SOS, dessen Musikvideo Erinnerungen und Rückblicke von Aviciis Fans zeigt. Das Lied wurde von Kristoffer Fogelmark und Albin Nedler, die zuletzt auch an Pure Grinding beteiligt waren, fertiggestellt. Den Gesang, der zu Aviciis letzten Arbeiten an SOS noch nicht aufgenommen war, steuerte Aloe Blacc posthum bei.
Am 9. Mai 2019 wurde die zweite Single-Auskopplung aus dem kommenden Studioalbum veröffentlicht. Diese trägt den Titel Tough Love und stammt aus einer Studiosession, die im März 2016 stattfand. Unterstützt wurde er zu jener Zeit vom schwedischen Musiker-Duo Vargas & Lagola, bestehend aus Vincent Pontare und Salem Al Fakir, das an Silhouettes, You Make Me und Friend of Mine beteiligt war. Nach Aviciis Tod stellte es den Song für die Single-Veröffentlichung fertig. In einem Interview erzählten sie, dass Avicii sich melodisch an den Klängen indischer Musik orientierte. Da Avicii den Wunsch äußerte, dass das Lied von einem „echten Paar“ gesungen wird, steuerte Pontare den Gesang gemeinsam mit seiner Ehefrau Agnes Carlsson bei.
Am 6. Juni 2019 wurde Tim weltweit veröffentlicht. Das Album umfasst 12 Titel, an denen Avicii zum großen Teil in der Studiosession im März 2018 arbeitete und die für die zwei weiteren Avīci-EPs vorgesehen waren. Die Lieder, die zwischen 70 und 80 Prozent fertig produziert waren, wurden von verschiedenen Produzenten vollendet, was für jeden einzelnen Track visuell festgehalten und zusammengefasst mit Statements in Videoform auf YouTube veröffentlicht wurde. Als Gastmusiker wirkten neben Aloe Blacc auch die Imagine Dragons, Noonie Bao und Joe Janiak mit. Alle Einnahmen aus dem Verkauf des Albums gehen an die Tim Bergling Foundation.
Parallel zum Studioalbum erschien auch die dritte Singleauskopplung Heaven, ein Song, der mit Chris Martin, dem Frontsänger der britischen Rock-Pop-Band Coldplay, bei den Sessions 2014 entstand. Der Song wurde nach seiner Premiere beim Ultra Music Festival 2015 im Laufe der Jahre mehrfach abgeändert und mit neuen Sängern aufgenommen, bis Avicii kurz vor seinem Tod zur Grundfassung mit Chris Martin zurückkehrte. Diese wurde von Nicky Romero, mit dem er 2013 I Could Be the One produzierte, beim Kingsland Festival 2018 erstmals gespielt und im August 2018 von Carl Falk, dem ausführenden Produzenten von Tim, schließlich vollendet.

## Einfluss und Vermächtnis

### Bewusstsein für psychische Gesundheit
Im März 2019 gründete die Familie Bergling eine Stiftung, die nach Tim Bergling benannt wurde. Die Stiftung arbeitet international und will unter anderem über die Behandlung psychischer Erkrankungen und Suizidprävention aufklären. Seit 2019 wird in der Musikbranche berichtet, dass der Tod von Avicii das Bewusstsein für psychische Gesundheit in der Branche geschärft habe.

### Musikalische Innovation
Avicii inspirierte viele Künstler der elektronischen Musik, von denen viele ihm nach seinem Tod Tribut zollten. Der norwegische Musiker Kygo bezeichnete Avicii als seine „größte Inspiration und den Grund, warum er anfing, elektronische Musik zu machen“. Künstler wie Alan Walker und DubVision bezeichneten ihn als Ikone der elektronischen Tanzmusik. Auch Skrillex, Diplo, Martin Garrix, Sebastian Ingrosso, Felix Jaehn und Cheat Codes nannten Avicii als Inspirationsquelle.
Am Tag seines Todes schrieb die Washington Post einen Artikel, in dem Avicii als Pionier bei dem Versuch, die Kluft zwischen Countrymusik und elektronischer Musik zu überbrücken, bezeichnet wurde. Wake Me Up und Hey Brother wurden als erfolgreiche Beispiele genannt. Seine Crossovers sollen die Basis für andere Lieder dieses Genres gewesen sein, darunter The Middle von Zedd und Let Me Go von Hailee Steinfeld.
Auch außerhalb der EDM-Szene sprachen Künstler davon, von Avicii beeinflusst worden zu sein. Nile Rodgers erklärte, dass Avicii in Bezug auf das Schreiben von Melodien „vielleicht einer der besten, wenn nicht der beste war,“ mit dem er je gearbeitet habe. Mike Einziger von Incubus sagte, dass einige der gemeinsamen Arbeiten zu der Musik gehören, auf die er in seinem „ganzen Leben am stolzesten“ sei. Dan Reynolds von Imagine Dragons sagte, dass die Arbeit mit Avicii zu seinen „liebsten gemeinschaftlichen Momenten“ zähle. Charlie Puth erzählte, dass Avicii der Mann gewesen wäre, der ihm „wirklich die Augen dafür geöffnet“ hätte, wie seine Produktionen „eines Tages klingen könnten.“ Eric Clapton, der nie öffentlich mit Avicii zusammenarbeite, erklärte, er sei „von Avicii inspiriert“ und widmete ihm einen Song auf seinem Weihnachtsalbum Happy Xmas.
Am 21. November 2019 nahm Billboard Aviciis Lied Levels in die Liste der hundert Songs auf, die die 2010er Jahre definierten. Wake Me Up landete auf Platz 13 der Jahrzehnt-Charts sowie auf Platz eins der EDM-Jahrzehnt-Charts der Official Charts Company.

### Museum
Am 9. Juni 2020 wurde bekannt gegeben, dass im Sommer 2021 ein Avicii-Tribute-Museum in Stockholm eröffnet werden sollte. Es folgte aus einer Idee von Berglings Eltern, die den Fans einen Ort geben wollten, an dem man sich an die Arbeit ihres verstorbenen Sohnes erinnern und diese würdigen kann. Außerdem sollte die Möglichkeit geschaffen werden, mehr über seinen musikalischen Schaffensprozess erfahren und das Bewusstsein für psychische Probleme bei jungen Menschen und in der Musikindustrie zu schärfen. Im Februar 2022 wurde es mit dem Namen Avicii Experience von Prinz Carl Phillip und Prinzessin Sofia sowie von Berglings Vater im Space Stockholm, einem neuen digitalen Kulturzentrum in der Nähe des Sergels torg, eröffnet. Im Museum werden Rekonstruktionen von Berglings Kinderzimmer und seiner Villa in Los Angeles, Aufnahmen von Aviciis bekanntesten Liedern sowie unveröffentlichte Musik ausgestellt. Eine interaktive Ausstellung stellt Aviciis verschiedene Lebensabschnitte dar, darunter in Form einer Simulation des rasanten Lebensstils, den er vor seinem Rückzug vom Tourleben im Jahr 2016 führte.

### Computerspiele
Tim Bergling war ein begeisterter Computerspieler. Seit 2015 arbeitete er mit dem schwedischen Independent-Publisher Hello There Games an einem Spiel, das seine Hits mit einem Rhythmusspiel kombiniert. Es erschien 2017 unter dem Namen Invector für PS4. Im Spiel fliegen ein bis vier Spieler im Splitscreen durch Landschaften und müssen die Knöpfe des Controllers passend zu den mit dem Song ablaufenden Noten drücken. Die Pfade steigen und fallen, wodurch sich die Reaktionszeit ändert, Level im Inneren eines Prismas erfordern zudem den exakten Umschwung um 120° beim Wechsel der Seite.
Eine überarbeitete Version erschien 2019 unter dem Namen Avicii Invector für Xbox One, Nintendo Switch, PC und wieder für PS4. Drei posthum auf dem Album Tim veröffentlichte Songs wurden als neue Level integriert und die Rahmenhandlung auf den Kampf Aviciis gegen seine Krankheit ausgerichtet. Raumschiff-Pilotin Stella muss mit ständigen Defekten ihres Schiffs umgehen. „Spätestens in einer Sequenz gegen Ende des Spiels [wird dies] überdeutlich zu einer Parabel auf AVICIIs Kampf mit sich selbst.“ Zudem wirkt sich Erfahrung im Spiel direkt auf die Darstellung aus: weniger Fehler führen zu einer strahlenderen und bunteren Landschaft.

## Diskografie
Studioalben

| Jahr | Titel Musiklabel               | Höchstplatzierung, Gesamtwochen, AuszeichnungChartplatzierungen (Jahr, Titel, Musiklabel, Platzierungen, Wochen, Auszeichnungen, Anmerkungen) | Höchstplatzierung, Gesamtwochen, AuszeichnungChartplatzierungen (Jahr, Titel, Musiklabel, Platzierungen, Wochen, Auszeichnungen, Anmerkungen) | Höchstplatzierung, Gesamtwochen, AuszeichnungChartplatzierungen (Jahr, Titel, Musiklabel, Platzierungen, Wochen, Auszeichnungen, Anmerkungen) | Höchstplatzierung, Gesamtwochen, AuszeichnungChartplatzierungen (Jahr, Titel, Musiklabel, Platzierungen, Wochen, Auszeichnungen, Anmerkungen) | Höchstplatzierung, Gesamtwochen, AuszeichnungChartplatzierungen (Jahr, Titel, Musiklabel, Platzierungen, Wochen, Auszeichnungen, Anmerkungen) | Höchstplatzierung, Gesamtwochen, AuszeichnungChartplatzierungen (Jahr, Titel, Musiklabel, Platzierungen, Wochen, Auszeichnungen, Anmerkungen) | Höchstplatzierung, Gesamtwochen, AuszeichnungChartplatzierungen (Jahr, Titel, Musiklabel, Platzierungen, Wochen, Auszeichnungen, Anmerkungen) | Anmerkungen                                                             |
| Jahr | Titel Musiklabel               | DE | AT | CH | UK | US | Dance | SE | Anmerkungen                                                             |
| ---- | ------------------------------ | --- | --- | --- | --- | --- | --- | --- | ----------------------------------------------------------------------- |
| 2013 | True PRMD / Universal Music    | DE5 Platin · (46 Wo.)DE | AT3 ×3Dreifachplatin · (46 Wo.)AT | CH2 Gold · (54 Wo.)CH | UK2 Platin · (55 Wo.)UK | US5 Platin · (42 Wo.)US | Dance1 (… Wo.)Dance | SE1 ×3Dreifachplatin · (224 Wo.)SE | Erstveröffentlichung: 13. September 2013 Verkäufe: + 2.461.007          |
| 2015 | Stories PRMD / Universal Music | DE8 (8 Wo.)DE | AT6 Gold · (8 Wo.)AT | CH3 (14 Wo.)CH | UK9 Gold · (7 Wo.)UK | US17 (5 Wo.)US | Dance1 (27 Wo.)Dance | SE1 ×2Doppelplatin · (160 Wo.)SE | Erstveröffentlichung: 2. Oktober 2015 Verkäufe: + 295.000               |
| 2019 | Tim Geffen / Universal Music   | DE5 (10 Wo.)DE | AT3 (14 Wo.)AT | CH2 (18 Wo.)CH | UK7 Silber · (5 Wo.)UK | US11 (7 Wo.)US | Dance1 (38 Wo.)Dance | SE1 (102 Wo.)SE | Erstveröffentlichung: 6. Juni 2019 Verkäufe: + 122.500; Posthumes Album |

## Auszeichnungen
| Jahr | Auszeichnung | Kategorie                                                            | Werk                               | Ergebnis  |
| ---- | ------------ | -------------------------------------------------------------------- | ---------------------------------- | --------- |
| 2012 | Grammis 2012 | Elektro/Dance-Act des Jahres                                         | Levels / Fade into Darkness        | Nominiert |
| 2012 | Grammis 2012 | Innovation des Jahres (vergeben von Telia, Spotify und IFPI Sverige) |                                    | Gewonnen  |
| 2012 | Grammis 2012 | Lied des Jahres                                                      | Levels                             | Gewonnen  |
| 2012 | Grammis 2012 | Größter Schwedischer Erfolg im Ausland                               |                                    | Nominiert |
| 2013 | Grammis 2013 | Elektro/Dance-Act des Jahres                                         | Silhouettes / Superlove            | Nominiert |
| 2014 | Echo Pop     | Hit des Jahres                                                       | Wake Me Up                         | Gewonnen  |
| 2014 | Echo Pop     | Electronic Dance Music                                               | True                               | Gewonnen  |
| 2014 | Grammis 2014 | Album des Jahres                                                     | True                               | Nominiert |
| 2014 | Grammis 2014 | Künstler/in des Jahres                                               |                                    | Gewonnen  |
| 2014 | Grammis 2014 | Elektro/Dance-Act des Jahres                                         | True                               | Nominiert |
| 2014 | Grammis 2014 | Lied des Jahres                                                      | Wake Me Up                         | Nominiert |
| 2014 | Grammis 2014 | Produzent des Jahres (zusammen mit Arash Pournouri)                  | True                               | Nominiert |
| 2014 | Grammis 2014 | Innovation des Jahres (vergeben von Spotify und IFPI Sverige)        |                                    | Nominiert |
| 2015 | Echo-Pop     | Dance (International)                                                | True                               | Nominiert |
| 2015 | Grammis 2015 | Elektro/Dance-Act des Jahres                                         | The Days / The Nights              | Nominiert |
| 2015 | Grammis 2015 | Lied des Jahres                                                      | The Days                           | Nominiert |
| 2016 | Grammis 2016 | Elektro/Dance-Act des Jahres                                         | Stories                            | Nominiert |
| 2016 | Grammis 2016 | Lied des Jahres                                                      | Waiting for Love                   | Nominiert |
| 2018 | Grammis 2018 | Elektro/Dance-Act des Jahres                                         | AVīCI (01)                         | Nominiert |
| 2018 | Grammis 2018 | Lied des Jahres                                                      | Without You (feat. Sandro Cavazza) | Nominiert |

## Dokumentationen
- Avicii: True Stories. Regie: Levan Tsikurishvili, Netflix, 2017.
- Avicii – Ich heiße Tim Regie: Henrik Burman, Netflix, 2024.
- Avicii: My Last Show, Netflix, 2024.